# Leberecht Immanuel Döring
Leberecht Immanuel Döring, auch Lebrecht Immanuel Döring (* 14. August 1786 in Oberottendorf; † 9. April 1833 in Königsbrück) war ein deutscher Philologe und evangelischer Theologe.

## Leben und Werk
Döring wurde als Sohn eines Pfarrers in Ottendorf bei Bischofswerda geboren. 1800 wurde er Primaner am Gymnasium Bautzen. 1805 legte er dort die Frühjahrsprüfungen ab. Von 1806 an studierte er in Leipzig und ab 1806 in Wittenberg Philologie und Theologie. Er erhielt den Titel Magister.
1809 bis 1813 trat er eine Stelle als Hauslehrer an. In den Jahren danach, bis 1819, unterstützte er seinen Vater als Hilfsprediger. Döring blieb immer nur Kandidat des Predigamtes, bewarb sich wegen gesundheitlichen Einschränkungen nie um ein festes Amt. Ab 1817 wird Döring auch als Konrektor in Freiberg genannt. Sein Werk Entwurf der reinen Rhythmik wird im selben Jahr veröffentlicht. Er setzt sich darin mit Prosodie, Rhythmus und Verslehre (Metrik) in der deutschen Sprache auseinander. 
Als Privatgelehrter in Königsbrück ist Döring ab 1819 tätig. In Königsbrück lebt zu dieser Zeit seine Schwester Augusta Theodora. Sie ist die Ehefrau des Oberpfarrers Johann Friedrich Voigtländer in Königsbrück.
Dörings Überlegungen zur Prosodie und Rhythmik führten 1826 zur Veröffentlichung eines weiteren Werkes, "Die Lehre von der Deutschen Prosodie".